# Pachystylus henningsianus
Pachystylus henningsianus là một loài thực vật có hoa trong họ Thiến thảo. Loài này được Warb. mô tả khoa học đầu tiên năm 1891.